# Segmentació (biologia)
|  | Per a altres significats, vegeu «Segmentació (zoologia)». |

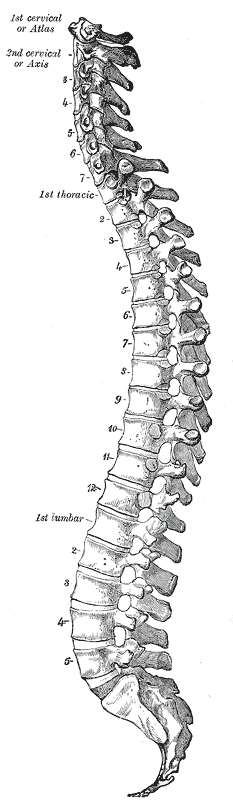
Els vertebrats tenen una columna vertebral i cervell segmentats.

En biologia, la segmentació és la divisió d'alguns individus animals i vegetals en una sèrie de segments alguna cosa repetitius. La segmentació permet un alt grau d'especialització de les regions corporals, observable en els anèl·lids però sobretot en els vertebrats.

## Bases moleculars de la segmentació enDrosophila
Drosophila melanogaster ha estat l'organisme model més estudiat per comprendre els mecanismes genètics responsables de la segmentació que presenta al llarg de l'eix anteroposterior. En aquest capítol crucial de la morfogènesi de Drosophila intervenen diferents tipus de gens:
- Els gens d'efecte matern són gens que s'expressen en la femella. Es distingeixen tres sistemes en funció del lloc on es manifesten: el sistema anterior, el sistema posterior i el sistema terminal.[1]
- Els gens zigòtics: l'expressió dels gens zigòtics està controlada pels gens d'efecte matern. Alguns d'ells regulen la metamerització i altres determinen la diferenciació dels segments en funció de la seva posició relativa a l'eix anteroposterior.
- Els gens gap: els gens gap divideixen l'embrió en grans regions amb diversos segments (els organismes amb on aquesta gens han sofert una mutació no tenen diversos metàmers consecutius. Entre ells hi ha Krüppel, knirps, Hunchback, giant i tailless .
- Els gens de paritat segmentària (pair rule gens): les mutacions en aquests gens provoquen la desaparició d'un segment de cada dos. La seva expressió depèn tant dels gens gap com d'ells mateixos.

Distribucions de les proteïnes en Drosophila
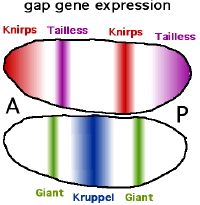
Expressió dels gens gap

## Exemples
- Entre les plantes, les equisetàcies
- Els anèl·lids
- Els artròpodes
- Les vèrtebres dels vertebrats

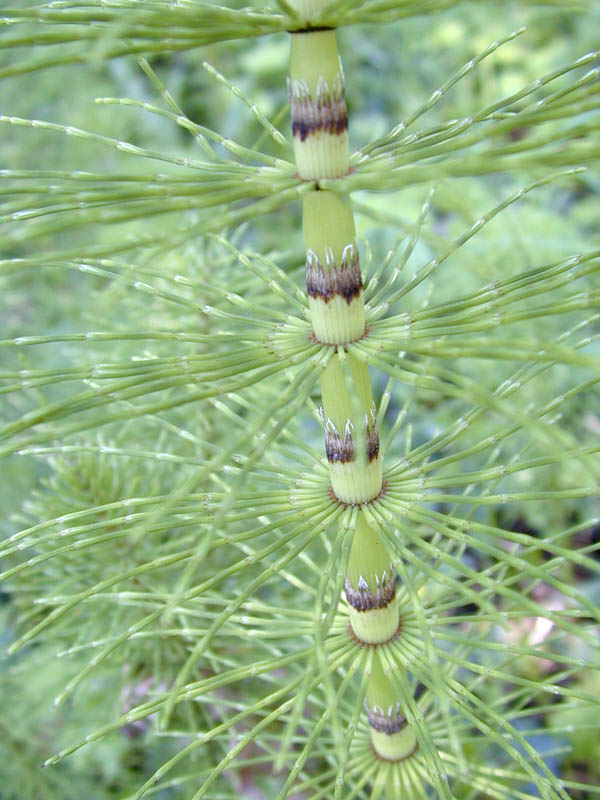
Cua de cavall
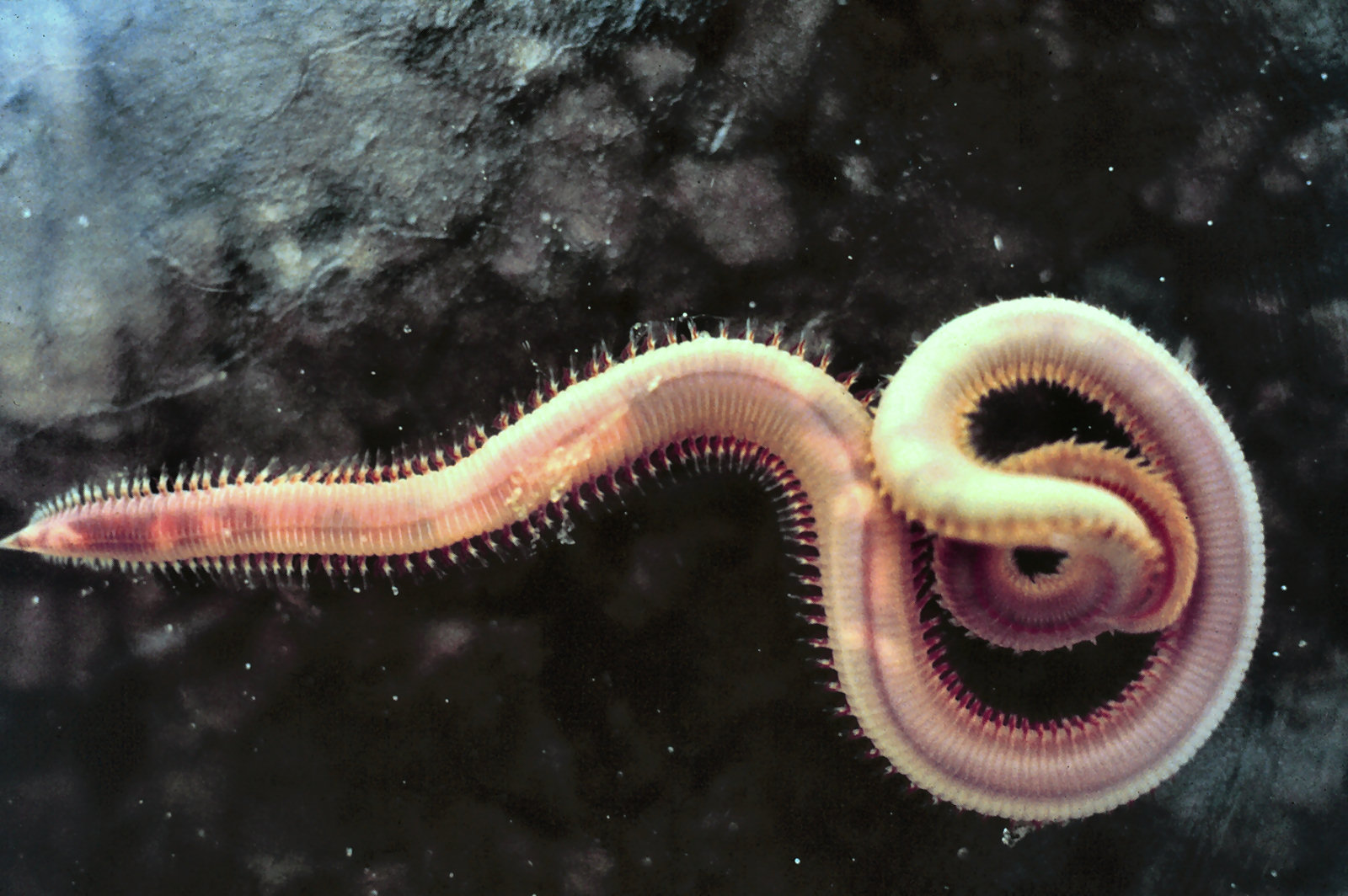
Anèl·lid